# 曾文通
曾文通（英文名：Tsang Man Tung），香港舞台設計師、頌缽演奏家、跨領域當代藝術家、涉獵劇場、視覺藝術、音樂及藝術教育等範疇，曾任美國耶魯大學戲劇學院研究學者。

## 生平
1997年畢業於香港演藝學院，主修舞台及服裝設計。曾於香港及台灣為多個戲劇、音樂劇、舞蹈、戲曲及歌劇等演出擔任舞台設計、服裝設計、燈光設計及美術指導，獲得多個獎項。2002年舉行首個舞台設計展覽《舞台空間消解構成》，是香港首位舉辦舞台設計個展的設計師。
主要舞台獎項包括：2000年《兩條老柴玩遊戲》，獲頒第九屆「香港舞台劇獎」之「最佳舞台設計」。2003年及2008年分別獲得香港藝術發展局頒發「藝術新進獎（戲劇）」及「藝術家年獎（戲劇）」。2009年憑作品《永無休止》及《烏哩單刀》在世界劇場設計展（World Stage Design 2009）獲佈景設計榮譽獎。2013年憑香港藝術節《野豬》獲得香港舞台劇獎「最佳舞台設計」。2012、2016、2017年獲得香港舞蹈年獎「最傑出舞台設計 」。2017年憑香港舞蹈團大型舞劇《風雲》於世界劇場設計展獲得「佈景設計銀獎」。
他曾是香港演藝學院及香港中文大學的駐校藝術家，2010年於美國耶魯大學戲劇學院任研究學者。2015年獲民政事務局局長嘉許計劃頒發嘉許狀及獎章。
曾文通的作品以簡約見稱，並以「一念間一場空」為美學理念，將禪意帶進劇場。 相關作品有香港舞蹈團《觀自在》（2017年）、普劇場《心寂無聲》（2017年）及深圳境山劇場《入靜山林》（2019年）。曾文通亦為頌缽演奏家，2018年出版頌缽原聲音樂專輯《聲音原本》，2020年出版頌缽書籍《聽聞頌缽》。

## 獎項
2017年：世界劇場設計展 布景設計專業組銀獎
2017年：香港舞蹈年獎 最佳舞台設計（作品:《中華英雄》，香港舞蹈團）
2016年：香港舞蹈年獎 最佳舞台設計（作品:《倩女幽魂》，香港舞蹈團）
2013年：第二十二屆香港舞台劇獎 最佳舞台設計（作品:《野豬》，香港藝術節）
2012年：香港舞蹈年獎最值得表揚舞美（作品:《雙燕-吳冠中名畫隨想》，香港舞蹈團）
2008年：香港藝術發展獎年度最佳藝術家
2007年：第十六屆香港舞台劇獎 最佳化妝造型（作品:《大汗推拿》，新域劇團）
2003年：第一屆藝術發展獎藝術新進獎
2002年：第十一屆香港舞台劇獎最佳服裝設計（作品:《墮落鳥》，劇場組合）
2000年：第九屆香港舞台劇獎最佳舞台設計（作品:《兩條老柴玩遊戲》，劇場組合）